# 青木文一郎
青木 文一郎（あおき ぶんいちろう、1883年8月16日 - 1954年7月2日）は、日本の哺乳類学者。台北帝国大学教授を経て、岐阜大学初代学長。

## 経歴
出生から修学期
1883年、岐阜県厚見郡日置江村に生まれた。且格尋常小学校、岐阜中学校、第三高等学校を経て、1907年(明治40年)、東京帝国大学理科大学動物学科に入学。1910年に卒業し、同大学大学院に進学した。
動物学研究者として(戦前)
1913年(大正2年)、九州帝国大学助手に採用され、解剖学教室に勤務。1915年5月に依願退職。1909年8月に高等学校教員免許を取得し、9月より旧制愛知医科大学（現名古屋大学）予科教授となった。1922年、同校講師に昇格。
1927年4月、台湾総督府高等林業楽校教授に任命され、同時に在外研究を命じられて2年間イギリス、フランス、イタリア、アメリカの4か国へ研究留学した。1929年3月に帰国し、4月より台北帝国大学理農学部動物学教室教授に就いた。1934年からは理農学部長を務めた。台北帝国大学では、立石新吉らと同僚であり、1943年からは動物学第二講座を率いた。1944年5月、台北帝国大学を依願免官し、同年11月に台北帝国大学名誉教授となった。しかしその後も台湾にとどまり、講師として教鞭をとり、太平洋戦争終結後も1945年11月には台湾大学理学院で留用された。
戦後
1946年12月に、駆逐艦宵月に乗船して引き上げ帰国。1949年5月、岐阜大学学長を命じられ初代学長に就任（在任期間：1949年5月31日～1954年7月1日）となった。1954年7月2日、岐阜大学学長在職中に死去。

## 栄典
- 1922年：従七位
- 1923年：正七位
- 1925年：従六位
- 1930年：正六位
- 1933年：従五位、勲六等瑞宝章を受章。
- 1937年：正五位、勲五等瑞宝章を受章。
- 1942年：従四位、
- 1944年6月5日：正四位

## 研究内容・業績
日本哺乳類学会(1949年発足)の前身である「哺乳動物談話会」時代から評議員をつとめ、研究の振興に務めた。指導を受けた学生には、田中亮(台北帝国大学時代の指導学生)がいる。

## 家族・親族
- 祖父：青木平弥は加納藩藩士。
- 伯父：青木東洋は日置江村村長。

## 著作
著書
- 国立情報学研究所収録著書 国立情報学研究所
- 青木文一郎 (1915), 日本産鼠科, 東京動物学会

- 青木文一郎 (1931), 哺乳類, 岩波講座生物學 動物學 ドウブツガク, 東京: 岩波書店

- 青木文一郎 (1938), 南支・南洋の陸棲動物相, 臺北帝國大學理農學部

論文
- 国立情報学研究所収録論文 国立情報学研究所
- 青木文一郎 (1910), “哺乳動物臼齒の進化(進化論遺傳及趨異學)”, 動物学雑誌 22 (257):  221-225

- 青木文一郎 (1911), “日本のヒミズモグラ類”, 動物学雑誌 23 (268):  101-102, NAID 110004627008

- 青木文一郎 (1911), “哺乳動物學概説第二回 齒”, 動物学雑誌 23 (272):  327-339, NAID 110003357771

- 青木文一郎 (1912), “再びヒミズモグラ類に就て”, 動物学雑誌 24 (286):  469-472

- 青木文一郎 (1930), “哺乳動物より観たる台湾島と其周円”, 地學雜誌 42 (9):  501-509, doi:10.5026/jgeography.42.501

- 青木文一郎; 立石, 新吉; 田中, 亮; 古畑,  北雄 (1939), “懦良の解體所見(解剖學)”, 動物学雑誌 51 (6):  372, NAID 110004708128

- 青木文一郎 (1941), 台湾総督府農業試験所, ed., “臺灣産鼠類の食性に關する研究”, 臺灣總督府農業試驗所彙報 (臺灣總督府農業試驗所) (189)

- 青木文一郎; 田中 亮 (1942), “The Rats and Mice of Formosa Illustrated(分類・地理學)”, 動物学雑誌 54 (1):  31-32

## 青木文一郎に関する資料
- 徳田御稔 (1970), “日本哺乳類の科学的研究の創始者・青木文一郎氏 - 特に大英博物館での活躍について -”, Nature Study 16:  131-132
- 「臺北帝国大学の動物学研究:青木文一郎と哺乳類標本」本川雅治・于宏燦『タクサ：日本動物分類学会誌』39, 2015年, 25-39頁.PDF
- 「岐阜大学初代学長青木文一郎の経歴」廣内大輔『岐阜大学教育推進・学生支援機構年報』4, 2018年, 219-225頁.